# Florian Opahle
Florian Opahle (nacido 1983) es un músico de rock alemán, más conocido por su trabajo con el músico de rock progresivo Ian Anderson de la banda Jethro Tull, con quien ha tocado desde 2003. De 2017 a 2019  fue el guitarrista líder de Jethro Tull.

## Sus comienzos
Opahle nació en Rosenheim. Comenzó a estudiar guitarra clásica a la edad de cinco años, y después aprendió guitarra eléctrica. En 2001 y 2002,  asistió a clases magistrales con Masayuki Kato, en 2002  obtuvo su diploma.

## Jethro Tull
En 2003  empezó a trabajar con Ian Anderson y Jethro Tull. Se presentó en Europa, Norteamérica, Sudamérica y Asia junto a músicos como Al di Meola, Greg Lago y Leslie Mandoki. Acompañó al cantante Masha en su visita a Alemania. De 2007 a 2008  estudió arreglos musicales y composición en la Academia de Pop alemana.
Opahle participó en varias giras con Anderson en reemplazo del guitarrista oficial de Jethro Tull Martin Barre, incluyendo proyectos en temas que Jethro Tull tocó con acompañamiento de orquesta. Con Anderson y otros músicos, grabó los álbumes Thick as a Brick 2 (2012) y Homo Erraticus (2014).
Opahle es también músico de estudio y productor, entre otros para Alexandra Stan. A veces se dedica a la música flamenca.
Desde entonces 2017,  está dirigiendo un estudio de grabación profesional con su mujer llamado RedBoxx Studios en el del sur de Alemania.

## Discografía
- Ian Anderson Plays the Orchestral Jethro Tull (2005)
- Thick as a Brick 2 (2012)
- Homo Erraticus (2014)
- Thick as a Brick - Live in Iceland (2014)